# Lobby dels combustibles fòssils
El lobby dels combustibles fòssils, sovint abreujat com a lobby dels fòssils o lobby fòssil és el conjunt de tota una sèrie de grups de pressió que defensen els interessos de la indústria dels fabricants de combustibles fòssils: petroli, gas natural i carbó així com les indústries que en depenen: l'aviació, el transport automòbil, la química i els plàstics.
Altres empreses molt actives són les grans financeres, que no tenen cap activitat industrial propi, però que influeixen en la política de les empreses energètiques en les quals tenen participacions: BlackRock, JPMorgan Chase o KKR & Co i d'altres. La financera nord-americana KKR & Co, per exemple, participa en moltes empreses energètiques i d'un altre costat en grups de premsa, el que permet sinèrgies per a difondre conceptes amables per al sector fòssil. Publiquen documents i raports fàcils per a copiar que periodistes i polítics fan servir i així creen un corrent d'opinió en la direcció que volen.

## L'activitat del lobby
El lobby treballa per influir en les decisions polítiques i legislatives per afavorir els seus interessos per això pressiona governs, finança campanyes polítiques, fa propaganda, intenta d'influir en la recerca subvencionant estudis científics i infiltra moviments socials. Entre la preocupació del medi ambient expressada en la comunicació i la realitat de continuar els negocis com de costum, hi ha una grossa discrepància.
Qualsevulla empresa del sector pot tenir una activitat de lobbying. A més de les grosses multinacionals de l'energia, conegudes com a «Big Oil», és a dir BP, Chevron, ExxonMobil, TotalEnergies, Shell, així com altres productores més locals però influents com ara l'Abu Dhabi National Oil Company (ADNOC) o Repsol. També hi ha organitzacions paraigua nacionals o internacionals que defensen els interessos del sector.
Al segle xx van gaudir un monopoli i, excepte l'energia nuclear, no hi havia cap concurrent. En el sector del transport no hi havia cap alternativa. Es podia limitar l'activisme a la defensa tradicional d'interessos i privilegis. Tot i això, en informes interns de les petrolieres, palesa que des dels anys 1960 tenien informació sobre l'efecte nociu dels gasos de combustió i van treballar durant dècades per soscavar una comprensió pública d'aquest fet i negar la ciència que el corrobora.
L'any 2000, l'energia renovable representava només 2% del consum mundial d'energia, segons l'Agència Internacional de l'Energia (IEA). El 2023 les renovables ja atenyien el 18,5% del consum mundial i la pressió per a electrificar esdevé a poc a poc una amenaça per als motors i sistemes de calefacció de combustibles fòssils. En lloc de defensar el sector com l'havia fet durant el segle passat, el lobby fòssil va començar a atacar activament amb desinformació sobre els competidors renovables, a tots els fronts: la recerca universitària, els mitjans socials, la premsa convencional, el món polític… Segons un informe de 2024 del Senat dels Estats Units «La campanya d'engany de les empreses de Big Oil va passar de la negació explícita de la ciència sobre el canvi climàtic a l'engany, a la desinformació i la doble parla. […] Va perpetuar el doble discurs sobre la seguretat del gas natural i el seu compromís de reduir les emissions de gasos amb efecte hivernacle».
Que les grans companyies de combustibles fòssils i petrolieres participen en fòrums mundials que cerquen vies per a combatre el canvi climàtic, és subjecte de molta crítica. Són molt presents, per exemple al Grup Intergovernamental sobre el Canvi Climàtic (IPCC), les negociacions de l'Acord de París i les conferències de les Nacions Unides sobre el Canvi Climàtic. Hi arriben aleshores contradiccions quan, per exemple, el màxim dirigent del gegant petrolier Abu Dhabi National Oil Company presideix una conferència de l'ONU sobre el clima, quan declara obertament que no vol reduir els combustibles fòssils, com ho va ser el cas el 2023.
El lobby és conegut per explotar les crisis internacionals, com la pandèmia de la COVID-19, o la invasió russa d'Ucraïna del 2022, per intentar revocar les regulacions internacionals o promoure l'explotació de nous jaciments de combustibles fòssils. També actuen per a conservar els subsidis o avantatges fiscals als combustibles fòssils, quan l'OCDE i l'AIE proposen de reduir-les, així com per a frenar les polítiques fiscals per a fomentar la transició energètica. Com el director de Repsol, Josu Jon Imaz, fan jugar l'argument que l'energia renovable és ben bé, però que mai n'hi hauria prou per a satisfer la demanda i que «el 2100 el petroli i el gas seguirien a la matriu energètica». Les compres de reserves de petroli per Exxon i Chevron el 2023 són una indicació que les grosses empreses del sector no creuen en un canvi del consum. Tot el sector petroler continua resistint la descarbonització profunda i només proposa solucions parcials que no resolen pas el problema de fons, temporitza, si no fa mer rentat d'imatge verd. Tenen el suport de certs partits polítics que exploten la por del canvi de la població per a raons electoralistes. El Partit Republicà dels Estats Units, per exemple, el 2024, va proposar en el programa electoral demandar i multar empreses que posarien les polítiques climàtiques per sobre dels beneficis.

## Les despeses
Les empreses i llurs organitzacions paraigua inverteixen molts de diners en el lobbying. És difícil d'estimar l'import total, com que és executat per diferents departaments d'amagatotis amb eufemisme com ara relacions públiques, recerca i desenvolupament, màrqueting, comunicació i publicitat. A més, les empreses prefereixen ser discretes sobre aquesta activitat. El centre de recerca britànic InfluenceMap estima que en les cinc anys de 2015 a 2020, només als Estats Units s'hi van invertir un total d'uns mil milions de dòlars. Només a les institucions europees entre 2011 i 2018 s'hi van invertir de 24 a 34 milions d'euros per any. A Brussel·les, es compten amb uns dos-cents lobbyistes, que hi treballen per encàrrec dels «Big Five» (BP, Shell, Chevron, ExxonMobil i Total) per a influir en la política europea. A més de les grosses companyies petrolieres, és sobretot la indústria automòbil europea que es mobilitza amb força contra qualsevol política climàtica.

## Unes organitzacions paraigua
Entre d'altres organitzacions paraiguahi ha:
- International Association of Oil and Gas Producers (IOGP – Associació internacionals de productors de petroli i gas), creada el 1974 amb seu a Londres.[36]
- Eurogas
- Fuels Europe, nom curt de l'European Fuel Manufacturers Association que reuneix una quarantena d'empreses europees que exploten refineries de petroli.[37]
- American Fuel & Petrochemical Manufacturers (AFPM), antigament National Petrochemical & Refiners Association , creada el 1902[38]
- American Petroleum Institute (API)